# Канеяма (Фукусима)
Канеяма (яп. 金山町 Канэяма-мати) — посёлок в Японии, находящийся в уезде Онума префектуры Фукусима. Площадь посёлка составляет 293,97 км², население — 2195 человек (1 августа 2014), плотность населения — 7,47 чел./км².

## Географическое положение
Посёлок расположен на острове Хонсю в префектуре Фукусима региона Тохоку. С ним граничат посёлки Мисима, Тадами, Нисиайдзу, Янайдзу, Ага и село Сёва.

## Население
Население посёлка составляет 2195 человек (1 августа 2014), а плотность — 7,47 чел./км². Изменение численности населения с 1980 по 2005 годы:
| 1980 | 4790 чел. |  |
| 1985 | 4282 чел. |  |
| 1990 | 3945 чел. |  |
| 1995 | 3511 чел. |  |
| 2000 | 3204 чел. |  |
| 2005 | 2834 чел. |  |

## Символика
Деревом посёлка считается Paulownia tomentosa, цветком — магнолия Кобуси, птицей — обыкновенная кукушка.